# Daniels (directors)
Daniel Kwan (nascut el 10 de febrer de 1988) i Daniel Scheinert (nascut el 7 de juny de 1987), coneguts col·lectivament com Daniels, són un duet de cinema estatunidenc. Van començar la seva carrera com a directors de vídeos musicals, com els de "Houdini" (2012) de Foster the People i "Turn Down for What" (2013) de DJ Snake i Lil Jon, ambdós els van guanyar nominacions als Premis Grammy.
Des de llavors, s'han aventurat al cinema, havent escrit i dirigit les comèdies dramàtiques absurdes  Swiss Army Man (2016) i Tot a la vegada a tot arreu (2022). Tot a la vegada a tot arreu es va convertir en la pel·lícula més taquillera i més popular d'A24, i Va guanyar el duet molts premis, inclosos els Premis Oscar a la Millor Pel·lícula, Millor Director i  Millor guió original.

## Carreres

### Vídeos musicals
Kwan i Scheinert es van conèixer mentre tots dos estudiaven cinema a l'Emerson College a Boston. Kwan es va graduar el 2010 i Scheinert es va graduar el 2009. Van anar a la universitat amb Sunita Mani, que participà amb Kwan al vídeo musical de "Turn Down for What", que van dirigir.
Des del 2011, el duet ha dirigit vídeos musicals per a artistes com Foster the People, The Shins i Tenacious D. El 2018, Kwan va cofundar el grup We Direct Music Videos (W.D.M.V.), descrit com "una comunitat global de directors de vídeos musicals compromesos amb pràctiques laborals de direcció sostenibles".

### Transició al cinema i la televisió
El 2016, el duet es va expandir a llargmetratges, escrivint i dirigint Swiss Army Man, protagonitzat per Paul Dano i Daniel Radcliffe, que va rebre crítiques positives, així com el duet guanyador del premi a la direcció al Festival de Cinema de Sundance de 2016. El 2019, Scheinert va dirigir la comèdia negra-pel·lícula dramàtica  The Death of Dick Long, que es va estrenar al Festival de Cinema de Sundance de 2019 i va rebre crítiques positives.
Des de llavors, els Daniels han acumulat diversos crèdits de direcció de televisió, com ara Awkwafina Is Nora from Queens, Legion (només Kwan) i On Becoming a God in Florida central (només Scheinert). El duet es va unir com a directors en una possible adaptació televisiva de Cat's Cradle de Kurt Vonnegut, desenvolupada per Noah Hawley, però el projecte no es va dur a terme.

### Tot a la vegada a tot arreu
Els Daniels van anunciar el 2017 que escriuririen, dirigirien i produirien una pel·lícula de ciència-ficció amb el seu soci productor Jonathan Wang i els germans Russo. Tot a la vegada a tot arreu, és protagonitzada per Michelle Yeoh, Stephanie Hsu, Ke Huy Quan, James Hong i Jamie Lee Curtis, es va estrenar el març de 2022 amb una grans elogis de la crítica i èxits de taquilla, aconseguint diversos premis i elogis per al duet, incloent el de millor pel·lícula, el millor guió original i el millor director als Premis Oscar de 2022. TLa pel·lícula va rebre 11 nominacions als Oscars, més que qualsevol altra pel·lícula aquell any, i en va guanyar set. Abans de la cerimònia dels Oscars, IGN calculava que Tot a la vegada a tot arreu havia sobrepassat El Senyor dels Anells: El retorn del rei (2003) com la pel·lícula més premiada de tots els temps.

### Projectes futurs
El 2022 els Daniel han signat un primer acord de televisió amb A24. El mateix any, també van signar un acord cinematogràfic de cinc anys amb Universal Pictures.
El duet va estar a la llista Time 100 Next el 2022.
El març de 2023, es va revelar que els Daniels havien dirigit un episodi de Star Wars: Skeleton Crew (2024).
El febrer de 2024, es va revelar que el proper llargmetratge dels Daniels s'estrenaria el 12 de juny de 2026.

## Vides personals
Kwan va néixer a Westborough (Massachusetts), d'una mare taiwanesa i pare de Hong Kong. Està casat amb la cineasta i animadora Kirsten Lepore des del 2016, i tenen un fill. A Kwan se li va diagnosticar un TDAH després d'investigar la condició per Tot a la vegada a tot arreu.
Scheinert va néixer i es va criar a Birmingham (Alabama), fill de Becky i Ken Scheinert. Va assistir a Oak Mountain Elementary and Middle School, i va ser estudiant del programa magnet avançat al Jefferson County International Baccalaureate School al campus de Shades Valley High School.
El 2023, els Daniels van guanyar el premi de distinció Emerson College EVVY Alumni Award of Distinction.

## Filmografia

### Curtmetratges
| Any  | Títol                                               | Director | Escriptor | Notes    |
| ---- | --------------------------------------------------- | -------- | --------- | -------- |
| 2009 | Swingers                                            | Sí       | Sí        | [ 10 ]   |
| 2010 | Puppets                                             | Sí       | Sí        | [ 10 ]   |
| 2011 | My Best Friend's Wedding/ My Best Friend's Sweating | Sí       | Sí        |          |
| 2014 | Possibilia                                          | Sí       | Sí        |          |
| 2014 | Interesting Ball                                    | Sí       | Sí        |          |
| 2020 | Omniboat: A Fast Boat Fantasia                      | Sí       | Sí        | Segments |

Només Scheinert
| Any  | Títol         | Director | Guionista |
| ---- | ------------- | -------- | --------- |
| 2007 | I'm Nostalgic | Sí       | No        |
| 2008 | Trust         | Sí       | Sí        |

### Llargmetratges
| Any  | Títol                       | Director | Guionista | Productor |
| ---- | --------------------------- | -------- | --------- | --------- |
| 2016 | Swiss Army Man              | Sí       | Sí        | No        |
| 2022 | Tot a la vegada a tot arreu | Sí       | Sí        | Sí        |

Només Scheinerty
| Any  | Títol                  | Director | Productor | Notes                                                           |
| ---- | ---------------------- | -------- | --------- | --------------------------------------------------------------- |
| 2019 | The Death of Dick Long | Sí       | Sí        | També interpreta Dick Long; També interpreta "It's Been Awhile" |

### Televisió
| Any  | Títol                         | Episodi            |
| ---- | ----------------------------- | ------------------ |
| 2013 | NTSF:SD:SUV::                 | "Comic Con Air"    |
| 2013 | NTSF:SD:SUV::                 | "Wreck the Malls"  |
| 2013 | Childrens Hospital            | "Coming and Going" |
| 2013 | Infomercials                  | "Broomshakalaka!"  |
| 2020 | Awkwafina Is Nora from Queens | "Grandma & Chill"  |
| 2024 | Star Wars: Skeleton Crew      | Post-production    |

Només Kwan
| Any  | Títol  | Episodi      |
| ---- | ------ | ------------ |
| 2019 | Legion | "Chapter 23" |

Només Scheinert
| Any  | Títol                                | Episodi                           |
| ---- | ------------------------------------ | --------------------------------- |
| 2017 | Right Now Kapow                      | "Radical Mutants/My Fair Peasant" |
| 2019 | On Becoming a God in Central Florida | "Many Masters"                    |

### Vídeos musicals
| Any  | Títol                             | Artista                             | Notes  |
| ---- | --------------------------------- | ----------------------------------- | ------ |
| 2010 | "Underwear"                       | FM Belfast                          | [ 32 ] |
| 2010 | "Pigeons"                         | The Hundred in the Hands            |        |
| 2010 | "Commotion"                       | The Hundred in the Hands            |        |
| 2011 | "Simple Math"                     | Manchester Orchestra                |        |
| 2011 | "Don't Stop (Color on the Walls)" | Foster the People                   | [ 10 ] |
| 2011 | "When the Night Falls"            | Chromeo (featuring Solange Knowles) |        |
| 2012 | "My Machines"                     | Battles                             |        |
| 2012 | "Simple Song"                     | The Shins                           | [ 10 ] |
| 2012 | "Houdini"                         | Foster the People                   | [ 10 ] |
| 2012 | "Rize of the Fenix"               | Tenacious D                         | [ 10 ] |
| 2013 | "Cry Like a Ghost"                | Passion Pit                         |        |
| 2014 | "Turn Down for What"              | DJ Snake i Lil Jon                  | [ 10 ] |
| 2014 | "Tongues"                         | Joywave                             |        |
| 2017 | "The Sunshine"                    | Manchester Orchestra                |        |
| 2017 | "The Alien"                       | Manchester Orchestra                |        |

## Reconeixements
| Any  | Premi                                                      | Categoria                                                | Treball                     | Resultat  | Ref.                        |
| ---- | ---------------------------------------------------------- | -------------------------------------------------------- | --------------------------- | --------- | --------------------------- |
| 2013 | Premis Grammy                                              | Millor vídeo musical de format curt                      | "Houdini"                   | Nominat   | [ 34 ]                      |
| 2015 | Premis Grammy                                              | Millor vídeo musical                                     | "Turn Down for What"        | Nominat   | [ 35 ]                      |
| 2016 | Gotham Independent Film Awards                             | Director innovador                                       | Swiss Army Man              | Nominat   | [ 36 ]                      |
|      | Festival de Cinema de Sundance                             | Premi a la Direcció Dramàtica                            | Swiss Army Man              | Guanyador | [ 37 ] [ 38 ] [ 39 ] [ 40 ] |
| 2017 | Premis Independent Spirit                                  | Millor primera pel·lícula                                | Swiss Army Man              | Nominat   | [ 41 ]                      |
| 2022 | Hollywood Critics Association Midseason Film Awards        | Millor pel·lícula                                        | Tot a la vegada a tot arreu | Guanyador | [ 42 ]                      |
| 2022 | Hollywood Critics Association Midseason Film Awards        | Millor director                                          | Tot a la vegada a tot arreu | Guanyador | [ 42 ]                      |
| 2022 | Hollywood Critics Association Midseason Film Awards        | Millor guió                                              | Tot a la vegada a tot arreu | Guanyador | [ 42 ]                      |
| 2022 | Hollywood Critics Association Midseason Film Awards        | Millor pel·lícula indie                                  | Tot a la vegada a tot arreu | Guanyador | [ 42 ]                      |
| 2022 | Premis Saturn                                              | Millor pel·lículad e fantasia                            | Tot a la vegada a tot arreu | Guanyador | [ 43 ] [ 44 ]               |
| 2022 | Premis Saturn                                              | Millor guió                                              | Tot a la vegada a tot arreu | Nominat   | [ 43 ] [ 44 ]               |
| 2022 | Gotham Independent Film Awards                             | Millor llargmetratge                                     | Tot a la vegada a tot arreu | Guanyador | [ 45 ]                      |
| 2022 | Premis British Independent Film                            | Millor pel·lícula internacional independent              | Tot a la vegada a tot arreu | Nominat   | [ 46 ]                      |
| 2022 | National Board of Review Awards                            | Top Ten Films                                            | Tot a la vegada a tot arreu | Guanyador | [ 47 ]                      |
| 2022 | American Film Institute Awards                             | Top 10 Films of the Year                                 | Tot a la vegada a tot arreu | Guanyador | [ 48 ]                      |
| 2022 | New York Film Critics Online Awards                        | Millor director                                          | Tot a la vegada a tot arreu | Guanyador | [ 49 ]                      |
| 2022 | Premis de l'Associació de Crítics de Cinema de Los Angeles | Millor pel·lícula                                        | Tot a la vegada a tot arreu | Guanyador | [ 50 ]                      |
| 2022 | Washington D.C. Area Film Critics Association              | Millor pel·lícula                                        | Tot a la vegada a tot arreu | Guanyador | [ 51 ]                      |
| 2022 | Washington D.C. Area Film Critics Association              | Millor director                                          | Tot a la vegada a tot arreu | Guanyador | [ 51 ]                      |
| 2022 | Washington D.C. Area Film Critics Association              | Millor guió original                                     | Tot a la vegada a tot arreu | Guanyador | [ 51 ]                      |
| 2022 | Premis de l'Associació de Crítics de Cinema de Chicago     | Millor pel·lícula                                        | Tot a la vegada a tot arreu | Nominat   | [ 52 ] [ 53 ]               |
| 2022 | Premis de l'Associació de Crítics de Cinema de Chicago     | Millor director                                          | Tot a la vegada a tot arreu | Guanyador | [ 52 ] [ 53 ]               |
| 2022 | Premis de l'Associació de Crítics de Cinema de Chicago     | Millor guió original                                     | Tot a la vegada a tot arreu | Nominat   | [ 52 ] [ 53 ]               |
| 2022 | St. Louis Gateway Film Critics Association Awards          | Millor pel·lícula                                        | Tot a la vegada a tot arreu | Guanyador | [ 54 ] [ 55 ]               |
| 2022 | St. Louis Gateway Film Critics Association Awards          | Millor pel·lícula d’acció                                | Tot a la vegada a tot arreu | Nominat   | [ 54 ] [ 55 ]               |
| 2022 | St. Louis Gateway Film Critics Association Awards          | Millor comèdia                                           | Tot a la vegada a tot arreu | Nominat   | [ 54 ] [ 55 ]               |
| 2022 | St. Louis Gateway Film Critics Association Awards          | Millor director                                          | Tot a la vegada a tot arreu | Runner-up | [ 54 ] [ 55 ]               |
| 2022 | St. Louis Gateway Film Critics Association Awards          | Millor guió oroginal                                     | Tot a la vegada a tot arreu | Guanyador | [ 54 ] [ 55 ]               |
| 2022 | Dallas–Fort Worth Film Critics Association Awards          | Millor pel·lícula                                        | Tot a la vegada a tot arreu | Guanyador | [ 56 ]                      |
| 2022 | Dallas–Fort Worth Film Critics Association Awards          | Millor director                                          | Tot a la vegada a tot arreu | Guanyador | [ 56 ]                      |
| 2022 | Dallas–Fort Worth Film Critics Association Awards          | Millor guió                                              | Tot a la vegada a tot arreu | Runner-up | [ 56 ]                      |
| 2022 | Florida Film Critics Circle Awards                         | Florida Film Critics Circle Award a la millor pel·lícula | Tot a la vegada a tot arreu | Guanyador | [ 57 ]                      |
| 2022 | Florida Film Critics Circle Awards                         | Millor director                                          | Tot a la vegada a tot arreu | Nominat   | [ 57 ]                      |
| 2022 | Florida Film Critics Circle Awards                         | Millor guió original                                     | Tot a la vegada a tot arreu | Runner-up | [ 57 ]                      |
| 2023 | Premis Oscar                                               | Millor pel·lícula                                        | Tot a la vegada a tot arreu | Guanyador | [ 58 ]                      |
| 2023 | Premis Oscar                                               | Millor director                                          | Tot a la vegada a tot arreu | Guanyador | [ 58 ]                      |
| 2023 | Premis Oscar                                               | Millor guió original                                     | Tot a la vegada a tot arreu | Guanyador | [ 58 ]                      |
| 2023 | Premis BAFTA                                               | Millor pel·lícula                                        | Tot a la vegada a tot arreu | Nominat   | [ 59 ]                      |
| 2023 | Premis BAFTA                                               | Millor director                                          | Tot a la vegada a tot arreu | Nominat   | [ 59 ]                      |
| 2023 | Premis BAFTA                                               | Millor guió original                                     | Tot a la vegada a tot arreu | Nominat   | [ 59 ]                      |
| 2023 | Premis Globus d'Or                                         | Millor Pel·lícula - Musical/Comèdia                      | Tot a la vegada a tot arreu | Nominat   | [ 60 ]                      |
| 2023 | Premis Globus d'Or                                         | Millor director - Motion Picture                         | Tot a la vegada a tot arreu | Nominat   | [ 60 ]                      |
| 2023 | Premis Globus d'Or                                         | Millor guió - Motion Picture                             | Tot a la vegada a tot arreu | Nominat   | [ 60 ]                      |
| 2023 | Gold List                                                  | Millor director                                          | Tot a la vegada a tot arreu | Guanyador | [ 61 ]                      |
| 2023 | Critics' Choice Movie Awards                               | Millor pel·lícula                                        | Tot a la vegada a tot arreu | Guanyador | [ 62 ]                      |
| 2023 | Critics' Choice Movie Awards                               | Millor director                                          | Tot a la vegada a tot arreu | Guanyador | [ 62 ]                      |
| 2023 | Critics' Choice Movie Awards                               | Millor guió original                                     | Tot a la vegada a tot arreu | Guanyador | [ 62 ]                      |
| 2023 | Critics' Choice Movie Awards                               | Millor comèdia                                           | Tot a la vegada a tot arreu | Nominat   | [ 62 ]                      |
| 2023 | Premis del Sindicat de Directors dels Estats Units         | Direcció destacada- Llargmetratge                        | Tot a la vegada a tot arreu | Guanyador | [ 63 ]                      |
| 2023 | Premis del Gremi de Productors d'Amèrica                   | Productor destacat                                       | Tot a la vegada a tot arreu | Guanyador | [ 64 ]                      |
| 2023 | Premis del Sindicat de Guionistes dels Estats Units        | Millor guió original                                     | Tot a la vegada a tot arreu | Guanyador | [ 65 ]                      |
| 2023 | Premis Satellite                                           | Millor pel·lícula                                        | Tot a la vegada a tot arreu | Guanyador | [ 66 ]                      |
| 2023 | Premis Satellite                                           | Millor guió original                                     | Tot a la vegada a tot arreu | Nominat   | [ 66 ]                      |
| 2023 | Hollywood Critics Association Film Awards                  | Millor pel·lícula                                        | Tot a la vegada a tot arreu | Guanyador | [ 67 ]                      |
| 2023 | Hollywood Critics Association Film Awards                  | Millor pel·lícula indie                                  | Tot a la vegada a tot arreu | Nominat   | [ 67 ]                      |
| 2023 | Hollywood Critics Association Film Awards                  | Millor director                                          | Tot a la vegada a tot arreu | Guanyador | [ 67 ]                      |
| 2023 | Hollywood Critics Association Film Awards                  | Millor guió original                                     | Tot a la vegada a tot arreu | Guanyador | [ 67 ]                      |
| 2023 | Premis AACTA Internacional                                 | Millor pel·lícula                                        | Tot a la vegada a tot arreu | Nominat   | [ 68 ]                      |
| 2023 | Premis AACTA Internacional                                 | Millor direcció                                          | Tot a la vegada a tot arreu | Nominat   | [ 68 ]                      |
| 2023 | Independent Spirit Awards                                  | Millor pel·lícula                                        | Tot a la vegada a tot arreu | Guanyador | [ 69 ]                      |
| 2023 | Independent Spirit Awards                                  | Millor director                                          | Tot a la vegada a tot arreu | Guanyador | [ 69 ]                      |
| 2023 | Independent Spirit Awards                                  | Millor guió                                              | Tot a la vegada a tot arreu | Guanyador | [ 69 ]                      |